# Fušimi
Fušimi (japonsky 後深草天皇, Fušimi-tennó, 10. května 1265 – 8. října 1317) byl devadesátý druhý císař Japonska v souladu s tradičním pořadím posloupnosti. Vládl od 27. listopadu 1287 do abdikace 30. srpna 1298.
Princ, jehož osobní jméno (imina) před nástupem na Chryzantémový trůn znělo Hirohito (熈仁親王), byl druhorozeným synem císaře Go-Fukakusy z linie Džimjóin-tó. 

## Jméno
Ačkoli se jméno tohoto císaře ze 13. století píše v latince stejně jako osobní jméno císaře Šówy z 20. století, jejich zápis znaky kandži se liší:
- princ Hirohito (později císař Fušimi) ─ 熈仁
- princ Hirohito (později císař Hirohito či Šówa) ─ 裕仁

## Životopis
Dne 23. listopadu 1275 byl druhý syn bývalého císaře Go-Fukakusy princ Hirohito jmenován korunním princem a dědicem svého bratrance z linie Daikakudži, císaře Go-Udy. Byl to výsledek politického manévrování Hirohitova otce Go-Fukakusy z linie Džimjóin-tó.
Bývalý císař Go-Fukakusa byl nespokojený s tím, že jeho vlastní linie Džimjóin-tó (持明院統) neovládá trůn, zatímco linie Daikakudži (大覚寺統) jeho mladšího bratra, bývalého císaře Kamejamy, ano. V roce 1287 proto přiměl jak šógunátní vládu, tak císařský dvůr v  Kjótu, aby donutili císaře Go-Udu abdikovat ve prospěch Go-Fukakusova druhorozeného syna prince Hirohita, budoucího císaře Fušimiho. Císař Go-Uda tedy roku 1287 ve 13. roce své vlády abdikoval a nástupnictví (senso) obdržel jeho bratranec Hirohito. Krátce nato prý budoucí císař Fušimi usedl na uvolněné místo na trůnu (sokui). 
V roce 1289 jmenoval císař Hirohito, budoucí císař Fušimi, svého prvorozeného syna Tanehita (胤仁親王), budoucího císaře Go-Fušimiho, korunním princem, což dále zvýšilo nepřátelství císařské linie Daikakudži.  NásIedujícího roku proběhl neúspěšný pokus o atentát na císaře. Téhož roku se bývalý císař Go-Fukakusa vzdal role klášterního císaře a císař Fušimi se ujal přímé vlády. Během jeho panování se šlechtické rody snažily porazit šógunátní vládu, moc šógunátu Kamakura však rostla.
Roku 1298 Fušimi abdikoval a začal vládnout z pozice klášterního císaře. Tři roky nato, v roce 1301, se linie Daikakudži vzbouřila a přinutila císaře Go-Fušimiho, aby se vzdal trůnu. Za Fušimiho vlády totiž ještě neexistoval plán střídání císařských linií Daikakudži a Džimjóin a obě linie spolu o trůn bojovaly.
V roce 1308 mohl být díky Fušimiho spolupráci s šógunátní vládou na trůn uveden jeho čtvrtý syn, princ Tomihito (富仁親王), budoucí císař Hanazono. Fušimi se tak opětovně stal na dalších 5 let klášterním císařem.  
Roku 1313 si penzionovaný císař Fušimi si oholil hlavu a stal se buddhistickým mnichem. Pravomoc spravovat dvůr vládnoucího císaře Hanazona přešla na jeho adoptivního syna, bývalého císaře Go-Fušimiho.
Bývalý císař Fušimi zemřel v roce 1317. Jeho syn, císař Hanazono, se však formálních smutečních obřadů za něj nezúčastnil. Oficiální zdůvodnění tohoto nebývalého jednání znělo, že Hanazono se stal adoptivním „synem“ svého staršího bratra, bývalého císaře Go-Fušimiho. Císař Fušimi je spolu s dalšími 11 císaři pohřben v mauzoleu Fukakusa no kita no misasagi (深草北陵) v kjótské čtvrti Fušimi-ku.

## Rodina
Byl druhým synem císaře Go-Fukakusa. Pocházeli z linie Džimjóin-tó.
- Císařovna: Šóši Saiondži (西園寺 鏱子), později Eifukumon’In (永福門院), dcera Sanekane Saiondžiho

- Choť: Sueko Tóin (洞院（藤原）季子), později Kenšinmon-in (顕親門院; 1265–1336), dcera Sanea Tóina
  - První dcera: císařská princezna Džuši (甝子内親王; 1287–1310), později Sakuheimon-in (朔平門院)
  - Třetí syn: císařský princ kněz Kanšo (寛性入道親王; 1289–1346)
  - Třetí dcera: císařská princezna Enši (延子内親王; * 1291), později Enmeimon-in (延明門院)
  - Čtvrtý syn: císařský princ Tomihito (富仁親王), později císař Hanazono

- Dvorní dáma: Cuneko Icucudži (五辻 経子; † 1324), dcera Cunedži Icucudži 
  - První syn: císařský princ Tanehito (胤仁親王), později císař Go-Fušimi

- Dvorní dáma: Eiko Toin (洞院（藤原）英子), dcera Kinmune Tóina
  - Druhá dcera: císařská princezna Šigeko (誉子内親王), později Šogakumon’in (章義門院)

- Dvorní dáma: Moriko Ogimači (正親町守子), dcera Mičiakira Ogimačiho 
  - Syn: císařský princ kněz Kan’in (寛胤法親王)
  - Syn: císařský princ kněz Doki (道凞法親王)

- Dvorní dáma: Gondainagon-no-Cubone (権大納言局), dcera Tomoudži Nakanoina
  - Šestý syn: císařský princ kněz Son’go (尊悟入道親王; 1299–1359)

- Naiši: Hirako Mijoši (三善衡子), dcera Tošihira Mijošiho
  - Pátý syn: císařský princ kněz Son'en (尊円法親王; 1298–1356)

- Dcera Šigemiči Fudžiwary
  - Sedmý syn: císařský princ kněz Sonki (尊凞法親王)

- Dvorní dáma: Kasuga-no-Cubone (春日局)
  - Druhý syn: císařský princ kněz E’džo (恵助法親王; 1289–1328)

- Dvorní dáma: Niši-no-Kata (西御方)
  - Osmý syn: císařský princ kněz Seidžin (聖珍法親王)